# Carlos de Morais Camisão

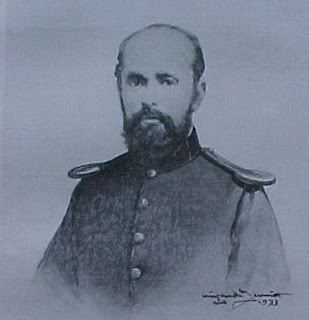
Coronel Camisão.

Carlos de Morais Camisão (8 de mayo de 1821 — 29 de mayo de 1867) fue un coronel sur-matogrossense brasileño participante en la Guerra de la Triple Alianza (1864-1870). Comandó la Retirada de Laguna. Murió de cólera el 28 de mayo de 1867. Invadió Paraguay saliendo de Bolivia y después luchó en Bella Vista (Amambay).